# فرد براون (بسکتبال)
فرد براون (انگلیسی: Fred Brown؛ زادهٔ ۷ اوت ۱۹۴۸) بازیکن بسکتبال اهل ایالات متحده آمریکا است.
از باشگاه‌هایی که در آن بازی کرده‌است می‌توان به سیاتل سوپرسانیکس اشاره کرد.